# Eremiaphila laeviceps
Eremiaphila laeviceps è una specie di mantide religiosa appartenente al genere Eremiaphila.